# CALHM4
CALHM4 (англ. Calcium homeostasis modulator family member 4) – білок, який кодується однойменним геном, розташованим у людей на 6-й хромосомі. Довжина поліпептидного ланцюга білка становить 314 амінокислот, а молекулярна маса — 35 060.
| 10         |  | 20         |  | 30         |  | 40         |  | 50         |
| ---------- |  | ---------- |  | ---------- |  | ---------- |  | ---------- |
| MCPTLNNIVS |  | SLQRNGIFIN |  | SLIAALTIGG |  | QQLFSSSTFS |  | CPCQVGKNFY |
| YGSAFLVIPA |  | LILLVAGFAL |  | RSQMWTITGE |  | YCCSCAPPYR |  | RISPLECKLA |
| CLRFFSITGR |  | AVIAPLTWLA |  | VTLLTGTYYE |  | CAASEFASVD |  | HYPMFDNVSA |
| SKREEILAGF |  | PCCRSAPSDV |  | ILVRDEIALL |  | HRYQSQMLGW |  | ILITLATIAA |
| LVSCCVAKCC |  | SPLTSLQHCY |  | WTSHLQNERE |  | LFEQAAEQHS |  | RLLMMHRIKK |
| LFGFIPGSED |  | VKHIRIPSCQ |  | DWKDISVPTL |  | LCMGDDLQGH |  | YSFLGNRVDE |
| DNEEDRSRGI |  | ELKP       |  |            |  |            |  |            |

A: Аланін

C: Цистеїн

D: Аспарагінова кислота

E: Глутамінова кислота

F: Фенілаланін

G: Гліцин

H: Гістидин

I: Ізолейцин

K: Лізин

L: Лейцин

M: Метіонін

N: Аспарагін

P: Пролін

Q: Глутамін

R: Аргінін

S: Серин

T: Треонін

V: Валін

W: Триптофан

Кодований геном білок за функцією належить до іонних каналів. 
Задіяний у таких біологічних процесах, як транспорт іонів, транспорт, альтернативний сплайсинг. 
Локалізований у мембрані.